# ۲۰ ژوئن
۲۰ ژوئن در تقویم گرگوری، صد و هفتاد و یکمین (در سال‌های کبیسه صد و هفتاد و دومین) روز سال است. ۱۹۴ روز تا پایان سال باقی است.

## مناسبت‌ها
- روز جهانی پناهجویان

## زادگان
- ۱۸۹۳ - ویلهلم زایسر، سیاست‌مدار آلمانی
- ۱۹۲۴ - چت اتکینز، گیتاریست و تهیه‌کنندهٔ موسیقی آمریکایی
- ۱۹۴۹ - لایونل ریچی، خواننده، آهنگساز و تهیه‌کنندهٔ موسیقی آمریکایی
- ۱۹۵۲ - جان گودمن، بازیگر سینما، تلویزیون و تئاتر آمریکایی
- ۱۹۶۸ - رابرت رودریگز، کارگردان ، فیلمنامه‌نویس و تهیه‌کننده آمریکایی
- ۱۹۸۱ - انگرفیست، نوازنده و دی
- ۱۹۸۸ - شفالی چادهری، بازیگر انگلیسی بنگلادشی تبار
- ۱۹۸۹ - خاویر پاستوره، فوتبالیست آرژانتینی

## درگذشتگان
- ۱۵۹۷ - ویلم بارنتز، دریانورد، نقشه‌نگار، و کاشف هلندی
- ۱۸۳۷ - ویلیام چهارم پادشاهی متحده، پادشاه بریتانیای کبیر و ایرلند و شاه هانوور
- ۱۹۲۷ - جولیان جیمز کاتن، نویسنده انگلیسی
- ۱۹۴۰ - چارلی چیس، کمدین آمریکایی
- ۱۹۴۴ - لودویگ بک، ژنرال آلمانی
- ۲۰۰۵ - جک کیلبی،  فیزیکدان آمریکایی
- ۲۰۱۲ - اندرو ساریس، نظریه‌پرداز فیلم
- ۲۰۱۸ - ایکس‌ایکس‌ایکس تنتاسیون، خواننده رپ آمریکایی